# Kaksoiskarit, Nagu
Kaksoiskarit är öar nära Själö i Nagu,  Finland. De ligger i Skärgårdshavet i Pargas stad i landskapet Egentliga Finland, i den sydvästra delen av landet. Öarna ligger omkring 2 kilometer nordväst om Själö, 7 kilometer norr om Nagu kyrka, 29 kilometer sydväst om Åbo och omkring 170 kilometer väster om Helsingfors. Närmaste allmänna förbindelse är förbindelsebryggan vid Själö som trafikeras av M/S Falkö och M/S Östern.
Arean för den av öarna koordinaterna pekar på är 2 hektar och dess största längd är 210 meter i öst-västlig riktning. Närmaste större samhälle är Rimito, 13,7 km norr om Kaksoiskarit.